# میلتونوال (کانزاس)
میلتونوال (به انگلیسی: Miltonvale) شهری در ایالت کانزاس کشور ایالات متحده آمریکا است که جمعیت آن در سرشماری سال ۲۰۱۰ میلادی، ۵۳۹ نفر بوده‌است.